# Bambusa
Bambusa Schreb. é um género botânico pertencente à família Poaceae, subfamília Bambusoideae, tribo Bambuseae.
O gênero é constituído por aproximadamente 390 espécies de bambus, geralmente gigantes.
Estas espécies ocorrem na África, Ásia, Australásia, Pacífico, América do Norte e América do Sul.

## Sinônimos
| - Arundarbor Kuntze (SUS) - Bambos Retz. (SUS) - Bambusa Caldas (SUH) - Bonia Balansa - Dendrocalamopsis (L.C.Chia & H.L.Fung) Keng.f. | - Guadua Kunth - Ischurochloa Buse - Leleba Nakai - Lingnania McClure - Monocladus L.C.Chia & H.L.Fung |

## Principais espécies
| - Bambusa arnhemica - Bambusa arundinacea - Bambusa balcooa - Bambusa bambos - Bambusa basihirsuta - Bambusa beecheyana - Bambusa blumeana - Bambusa boniopsis - Bambusa burmanica - Bambusa chungii - Bambusa dissimulator - Bambusa dolichoclada - Bambusa dolichomerithalla - Bambusa edulis - Bambusa emeiensis - Bambusa eutuldoides - Bambusa forbesii - Bambusa gibba - Bambusa glaucophylla - Bambusa gracilis - Bambusa lako - Bambusa lapidea - Bambusa longispiculata | - Bambusa luteostriata - Bambusa maculata - Bambusa malingensis - Bambusa membranacea - Bambusa multiplex - Bambusa mutabilis - Bambusa nutans - Bambusa oldhamii - Bambusa oliveriana - Bambusa pachinensis - Bambusa pervariabilis - Bambusa rigida - Bambusa rutila - Bambusa sinospinosa - Bambusa stenostachya - Bambusa textilis - Bambusa tulda - Bambusa tulda - Bambusa tuldoides - Bambusa variostriata - Bambusa ventricosa - Bambusa vulgaris |

- «PPP-Index Lista completa»